# Giuseppe Gamba

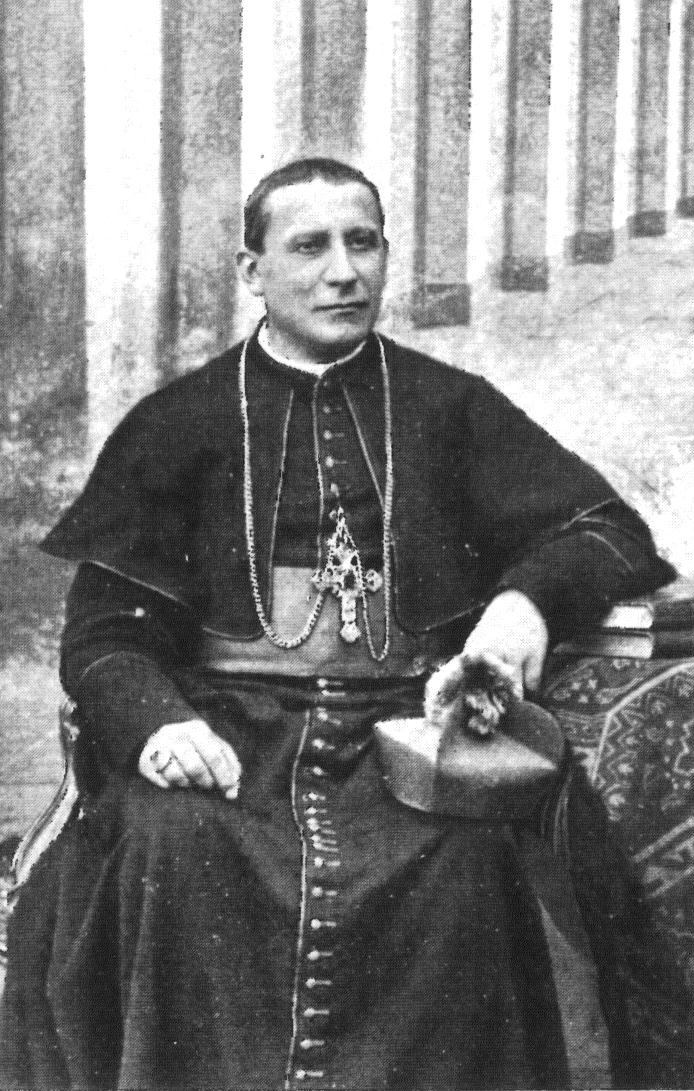
Giuseppe Gamba

Wapen

Giuseppe Gamba (San Damiano d'Asti, 25 april 1857 – Turijn, 26 december 1929) was een Italiaans geestelijke en kardinaal van de Katholieke Kerk.
Gamba studeerde theologie en wijsbegeerte aan het grootseminarie van Asti. Hij werd op 18 september 1880 tot priester gewijd en werkte vervolgens als kapelaan en pastoor in het bisdom Asti. In 1901 benoemde paus Pius X hem tot bisschop van Biella. Vijf jaar later werd hij bisschop van Novara.
In 1923 werd hij door paus Pius XI benoemd tot aartsbisschop van Turijn. Tijdens het consistorie van 20 december 1926 werd hij kardinaal gecreëerd. De Santa Maria sopra Minerva werd zijn titelkerk. 
Kardinaal Gamba overleed op 72-jarige leeftijd en werd begraven in de kathedraal van Turijn.